# Johnny B. Goode (album)
Johnny B. Goode je posmrtné koncertní album Jimiho Hendrixe. Album vyšlo v červnu 1986 u Capitol Records. Nahrávky pocházejí z 4. července 1970.

## Seznam skladeb
| Strana 1 | Strana 1                     | Strana 1 | Strana 1 |
| Pořadí   | Název                        | Autor    | Délka    |
| -------- | ---------------------------- | -------- | -------- |
| 1.       | Voodoo Child (Slight Return) | Hendrix  | —        |
| 2.       | Johnny B. Goode              | Berry    | —        |
| 3.       | All Along the Watchtower     | Dylan    | —        |

| Strana 2 | Strana 2                 | Strana 2   | Strana 2 |
| Pořadí   | Název                    | Autor      | Délka    |
| -------- | ------------------------ | ---------- | -------- |
| 1.       | The Star Spangled Banner | Key, Smith | —        |
| 2.       | Machine Gun              | Hendrix    | —        |

## Sestava
- Jimi Hendrix – kytara, zpěv
- Billy Cox – baskytara
- Mitch Mitchell – bicí